# Dotdash
Dotdash (предишно About.com) е онлайн източник на оригинална потребителска информация и съвети. Съдържанието му е на английски език и е предназначено предимно за жителите на САЩ и Канада.
Съдържанието на сайта е динамично и непрекъснато се обновява с нова информация за привличане на по-голяма читателска аудитория. Разделен е на тематични подсайтове, които са обединени в тематични канали и покриват разнообразни теми. Съдържанието се създава от мрежа от над 600 журналиста, наричани Съветници, всеки от които е експерт в областта, в която пише. Всеки Съветник създава съдържание единствено в областта, за която е кандидатствал. Съдържанието на сайта се предоставя във вид на статии, онлайн курсове, въпросници, видеоматериали и т.н.
Съветниците получават за труда си основна заплата и допълнителни бонуси при увеличаване на читателите; според About.com някои съветници получават над 100 000 щ.д. годишно, въпреки че точната сума не се споменава.

## Преименуване
На 2 май 2017 г. About.com разкрива новото си име, Dotdash, с което завършва целогодишната му трансформация от уебсайт с общ характер към активна колекция от самостоятелни вертикални марки. Домейнът www.about.com пренасочва автоматично към www.dotdash.com.